# Famiglia Massalia

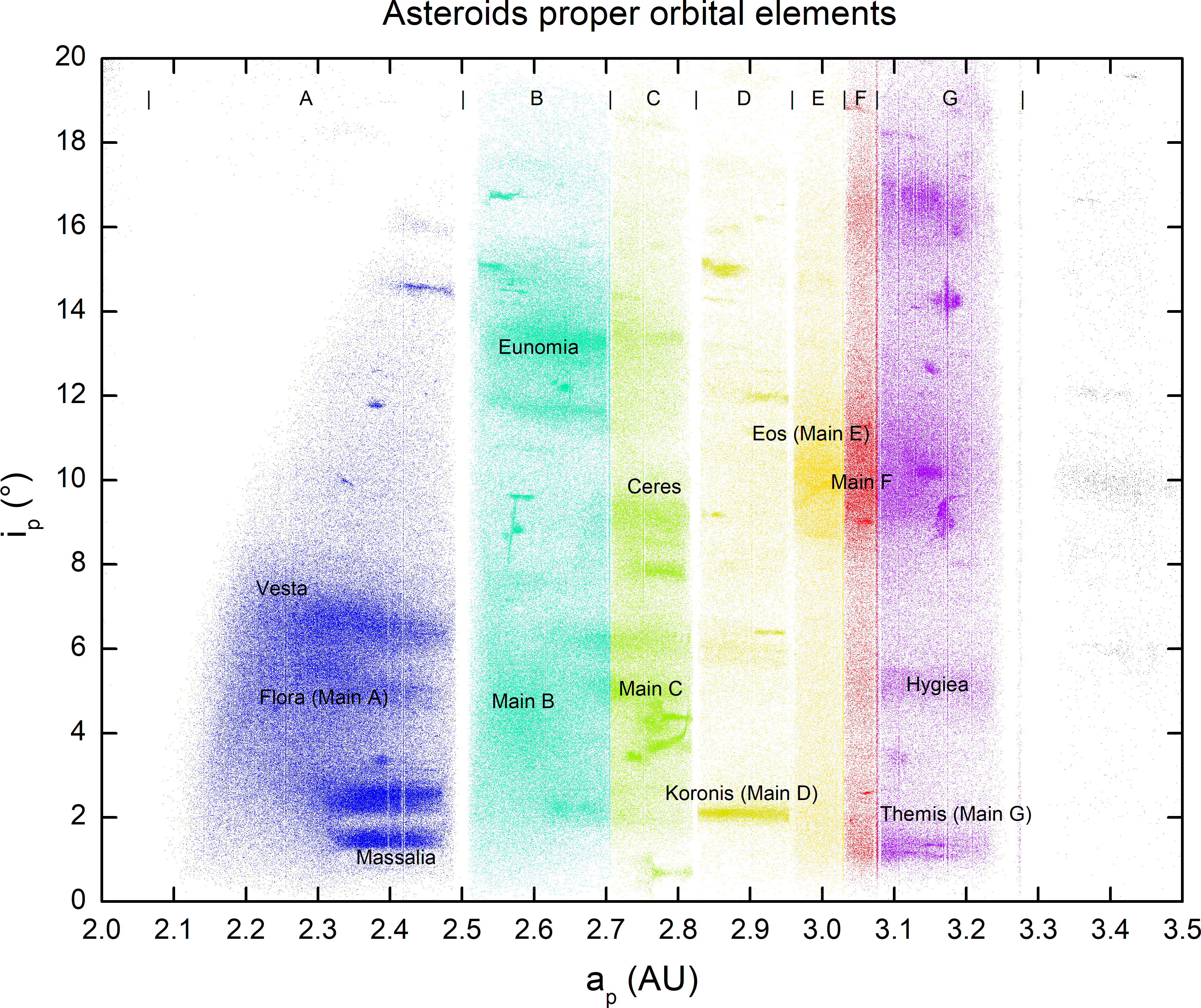
Distribuzione degli asteroidi della fascia principale per semiasse maggiore (ascissa) e inclinazione orbitale (ordinata). Oltre alle lacune di Kirkwood, risultano evidenti anche i raggruppamenti corrispondenti alle famiglie asteroidali, tra le quali è segnalata anche la famiglia Massalia.

La famiglia di asteroidi Massalia è un raggruppamento di asteroidi di tipo S della porzione più interna della fascia principale, caratterizzati da valori molto bassi dell'inclinazione orbitale e prossimi alla condizione di risonanza orbitale 2:1 con Marte. L'elemento più grande del gruppo, utilizzato per denominarlo, è l'asteroide 20 Massalia. È stato stimato che la famiglia Massalia sia composta da più di 6000 membri.

## Caratteristiche
Si tratta di una famiglia collisionale, composta dall'asteroide Massalia e dai numerosi frammenti espulsi dalla sua superficie in seguito ad uno impatto avvenuto tra 100 e 200 milioni di anni fa. Massalia è il membro più grande e massiccio del gruppo, con un diametro di 135 km. La massa degli altri membri della famiglia è inferiore all'1% della massa della stessa Massalia.
Come detto, la formazione della famiglia è avvenuta piuttosto recentemente, tra 100 e 200 milioni di anni fa. Se il gruppo viene rappresentato nel piano che ha come ascissa l'asse maggiore proprio, ap, e in ordinata l'eccentricità orbitale propria, ep, presenta una chiara distribuzione bilobata, con uno dei due lobi centrato sul valore di 2,38 au per l'asse maggiore e l'altro sul valore di 2,43 au e Massalia posizionato a metà. Inoltre, nella regione centrale si concentrano gli asteroidi di maggiori dimensioni, mentre nei lobi sono presenti asteroidi progressivamente più piccoli. Una simile struttura è probabilmente prodotta da un lento processo di dispersione del gruppo, causato dagli effetti Yarkovsky e YORP.
Per valori del semiasse maggiore pari a 2,42 au, si verrebbe ad instaurare una risonanza orbitale 2:1 con Marte. Poiché la famiglia Massalia si trova a cavallo di tale condizione, le perturbazioni indotte dal pianeta hanno spostato alcuni suoi membri su orbite caratterizzate da valori più elevati dell'inclinazione.
È stato ipotizzato che la famiglia Massalia, o una collisione minore avvenuta al suo interno in termini relativamente recenti, potrebbe essere la sorgente della banda α presente nella polvere interplanetaria. In alternativa, la collisione potrebbe essere avvenuta all'interno della famiglia Temi.

## Proprietà
Gli asteroidi Massalia presentano valori molto bassi dell'inclinazione orbitale e sono prossimi alla condizione di risonanza orbitale 2:1 con Marte.
In uno studio condotto da Vincenzo Zappalà e colleghi nel 1995, furono individuati 42 membri appartenenti al nucleo della famiglia Massalia. Gli elementi orbitali propri dei membri della famiglia Massalia secondo calcoli più recenti dell'astronomo Zoran Knežević e del matematico Andrea Milani, sono i seguenti:
|     | ap       | ep    | ip    |
| --- | -------- | ----- | ----- |
| min | 2,334 au | 0,145 | 1,08° |
| max | 2,474 au | 0,175 | 1,95° |

All'epoca attuale, l'intervallo osculatore degli elementi orbitali degli asteroidi che costituiscono il nucleo della famiglia è:
|     | a       | e     | i     |
| --- | ------- | ----- | ----- |
| min | 2,37 au | 0,124 | 0,4°  |
| max | 2,45 AU | 0,211 | 2,35° |

## Prospetto
Nesvorný nel 2014 ha identificato 6.424 membri della famiglia Massalia. Segue un prospetto dei principali asteroidi che sono stati attribuiti alla famiglia Massalia sulla base dei dati orbitali. Alcuni di loro sono risultati o potrebbero risultare a posteriori degli intrusi, sulla base di considerazioni fisiche (classe spettrale o dimensioni). Tra gli oggetti di dimensioni maggiori, l'asteroide Jo-Ann sembra appartenere ad una classe spettrale diversa dai membri della famiglia e, come tale, potrebbe essere un intruso. L'asteroide Muchachos sembra invece troppo grande per aver avuto la stessa origine collisionale degli altri membri della famiglia.
| Nome  | Nome        | Diametro medio | Classe spettrale | Semiasse maggiore proprio | Inclinazione orbitale propria | Eccentricità propria | Scoperta | Note          |
| ----- | ----------- | -------------- | ---------------- | ------------------------- | ----------------------------- | -------------------- | -------- | ------------- |
| 20    | Massalia    | 135 km         | S                | 2,40864 au                | 1,421°                        | 0,16183              | 1852     | membro        |
| 1045  | Michela     | 6,104 km       | S                | 2,35876 au                | 1,133°                        | 0,16199              | 1924     | membro dubbio |
| 182   | Elsa        | 45,585 km      | S                | 2,416 au                  | 2,006°                        | 0,187                | 1878     | membro        |
| 2316  | Jo-Ann      | 12,95 km       | C B              | 2,45160 au                | 1,539°                        | 0,14907              | 1980     | membro dubbio |
| 2946  | Muchachos   | 13,06 km       | C X              | 2,45494 au                | 1,416°                        | 0,16644              | 1941     | membro dubbio |
| 4579  | Puccini     | 4,475 km       | -                | 2,3996 au                 | 1,392°                        | 0,16336              | 1989     | membro        |
| 4734  | Rameau      | 2,988 km       | -                | 2,41591 au                | 1,358°                        | 0,16417              | 1982     | membro        |
| 5031  | Svejcar     | 8,459 km       | -                | 2,43552 au                | 1,534°                        | 0,14844              | 1990     | membro dubbio |
| 7007  | Timjull     | -              | -                | 2,40122 au                | 1,322°                        | 0,16526              | 1981     | membro        |
| 7760  | 1990 RW3    | 4,944 km       | S                | 2,40746 au                | 1,465°                        | 0,15648              | 1990     | membro        |
| 27062 | Brookeminer | -              | -                | 2,40148 au                | 1,62554°                      | 0,12319              | 1988     | membro        |
| 59238 | Lilin       | 1,962 km       | C K              | 2,39897 au                | 1,92822°                      | 0,17073              | 1999     | membro        |